# Rogenmorän

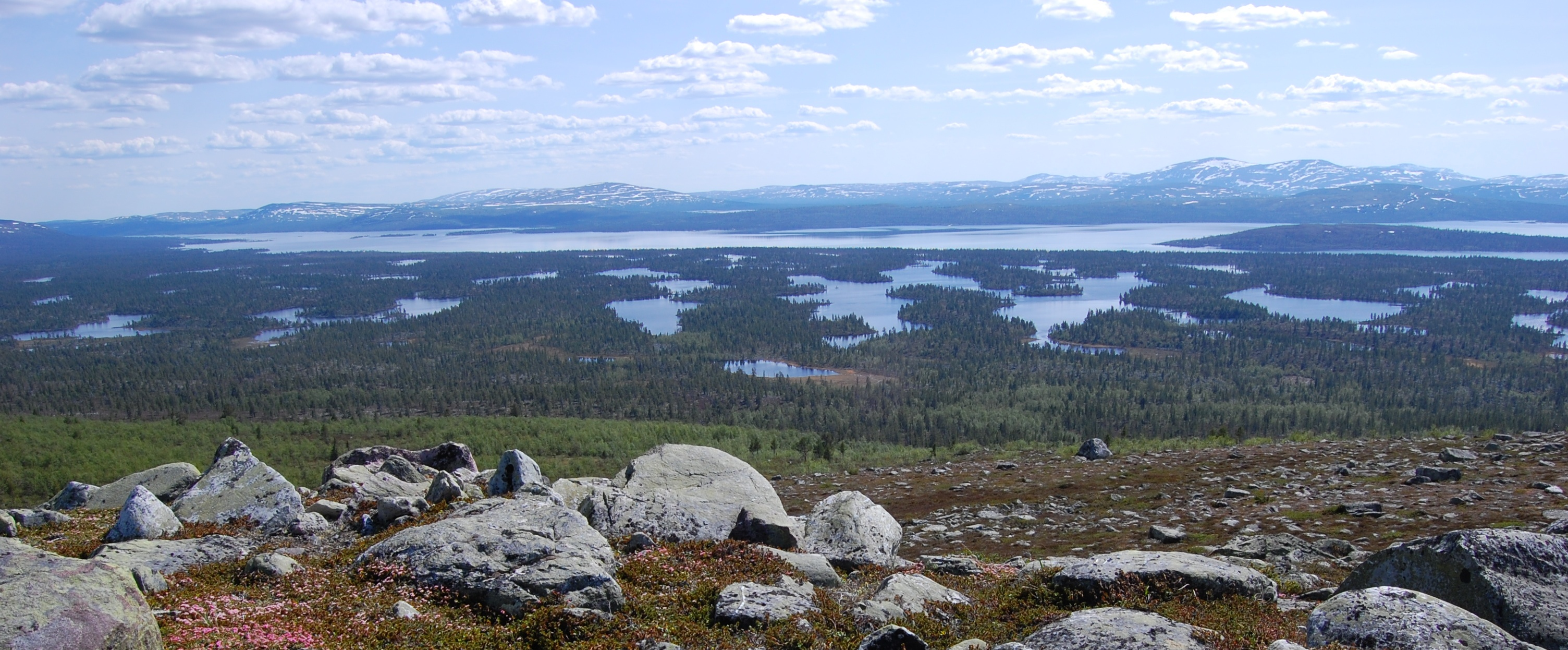
Rogen i Västra Härjedalen. Rogenmoränerna är åsarna som är åtskilda av små sjöar vid den större sjön

Rogenmorän är bågformiga kullar som ligger vinkelrätt mot inlandsisens rörelseriktning. Inom geomorfologin betecknas moränformen som "glacial deformationsform". Den finns bland annat vid, och har fått sitt namn av, Rogenområdet i Härjedalen. Det finns även omfattande områden med Rogenmorän vid Gäddede i Jämtland.